# Сайрен (Вісконсин)
Сайрен (англ. Siren) — селище (англ. village) в США, в окрузі Бернетт штату Вісконсин. Населення — 824 особи (2020).

## Географія
Сайрен розташований за координатами 45°47′0″ пн. ш. 92°22′54″ зх. д. / 45.78333° пн. ш. 92.38167° зх. д. (45.783261, -92.381676).  За даними Бюро перепису населення США в 2010 році селище мало площу 3,31 км², з яких 3,21 км² — суходіл та 0,10 км² — водойми.

## Демографія
Згідно з переписом 2010 року, у селищі мешкало 806 осіб у 376 домогосподарствах у складі 212 родин. Густота населення становила 244 особи/км².  Було 490 помешкань (148/км²).
Расовий склад населення:
| - 90,0 % — білих - 4,1 % — корінних американців - 0,4 % — азіатів - 0,2 % — чорних або афроамериканців |

До двох чи більше рас належало 4,8 %. Частка іспаномовних становила 2,4 % від усіх жителів.
За віковим діапазоном населення розподілялося таким чином: 22,8 % — особи молодші 18 років, 54,2 % — особи у віці 18—64 років, 23,0 % — особи у віці 65 років та старші. Медіана віку мешканця становила 43,7 року. На 100 осіб жіночої статі у селищі припадало 86,6 чоловіків;  на 100 жінок у віці від 18 років та старших — 88,5 чоловіків також старших 18 років.
Середній дохід на одне домашнє господарство  становив 39 101 долар США (медіана — 30 417), а середній дохід на одну сім'ю — 49 186 доларів (медіана — 37 386). Медіана доходів становила 35 500 доларів для чоловіків та 32 188 доларів для жінок. За межею бідності перебувало 30,5 % осіб, у тому числі 29,2 % дітей у віці до 18 років та 16,0 % осіб у віці 65 років та старших.
Цивільне працевлаштоване населення становило 340 осіб. Основні галузі зайнятості: виробництво — 22,1 %, освіта, охорона здоров'я та соціальна допомога — 20,0 %, мистецтво, розваги та відпочинок — 17,1 %.